# Parafia św. Andrzeja Apostoła w Kunowie
Parafia św. Andrzeja Apostoła w Kunowie – parafia rzymskokatolicka, znajdująca się w archidiecezji poznańskiej, w dekanacie gostyńskim.